# Un mare di guai
Pour plus de détails, voir Fiche technique et Distribution.
Un mare di guai est un film italien réalisé par Carlo Ludovico Bragaglia, sorti en 1939.

## Synopsis
Le neveu d'un riche industriel s'associe à un de ses amis pour vivre de ses rêves. À court d'argent, les deux vendent des billets pour assister au passage d'un souverain oriental depuis le balcon du palais de leur oncle, mais parmi les invités il y a aussi un ex-petit ami de la femme de ce dernier qui commence à avoir des soupçons. L'intervention des deux acolytes va déclencher une série de déboires.

## Fiche technique
- Titre : Un mare di guai
- Réalisation : Carlo Ludovico Bragaglia
- Scénario : Carlo Ludovico Bragaglia, Maria Teresa Ricci et Luigi Zampa d'après la pièce de Paul Armont et Nicolas Nancey
- Photographie : Mario Albertelli et Tino Santoni
- Montage : Ines Donarelli
- Musique : Luigi Colacicchi
- Pays d'origine : Royaume d'Italie
- Format : Noir et blanc - 1,37:1 - Mono
- Genre : comédie
- Date de sortie : 1939

## Distribution
- Umberto Melnati : Clodomiro
- Paolo Stoppa : Teodoro
- Junie Astor : Adriana Chenerol
- Luigi Almirante : Zio Chenerol
- Guglielmo Sinaz (en) : Malvoisier
- Rosetta Tofano : Lulù
- Giacomo Moschini : Il senatore
- Amalia Pellegrini : La ruffiana